# Comté de Dade (Géorgie)
Pour les articles homonymes, voir Comté de Dade.
Le comté de Dade est un comté de Géorgie, aux États-Unis.

## Démographie
| 1840  | 1850  | 1860  | 1870  | 1880  | 1890  |
| ----- | ----- | ----- | ----- | ----- | ----- |
| 1 364 | 2 680 | 3 069 | 3 033 | 4 702 | 5 707 |

| 1900  | 1910  | 1920  | 1930  | 1940  | 1950  |
| ----- | ----- | ----- | ----- | ----- | ----- |
| 4 578 | 4 139 | 3 918 | 4 146 | 5 894 | 7 364 |

| 1960  | 1970  | 1980   | 1990   | 2000   | 2010   |
| ----- | ----- | ------ | ------ | ------ | ------ |
| 8 666 | 9 910 | 12 318 | 13 147 | 15 154 | 16 633 |